# Heilbad Heiligenstadt
Heilbad Heiligenstadt est une ville et une station thermale allemande, chef-lieu de l'arrondissement d'Eichsfeld, dans le Land de Thuringe.

## Géographie

Situation de Heiligenstadt dans son arrondissement

Heilbad Heiligenstadt est située à l'ouest de l'arrondissement du même nom, dans le Haut-Eichsfeld, à 14 km à vol d'oiseau de l'ancienne frontière entre la RFA et la RDA et de la limite Thuringe-Basse-Saxe-Hesse, tripoint géographique.
La ville se trouve sur la Leine à son confluent avec la rivière Geislede. Le point culminant de la commune est situé à 467 m d'altitude dans la forêt communale qui fait partie du Parc naturel Eichsfeld-Hainich-Werratal.
Heiligenstadt est d'autre part situé au centre géographique de l'Allemagne. Elle est composée de la ville elle-même et de quatre villages (Orsteile) (nombre d'habitants) :

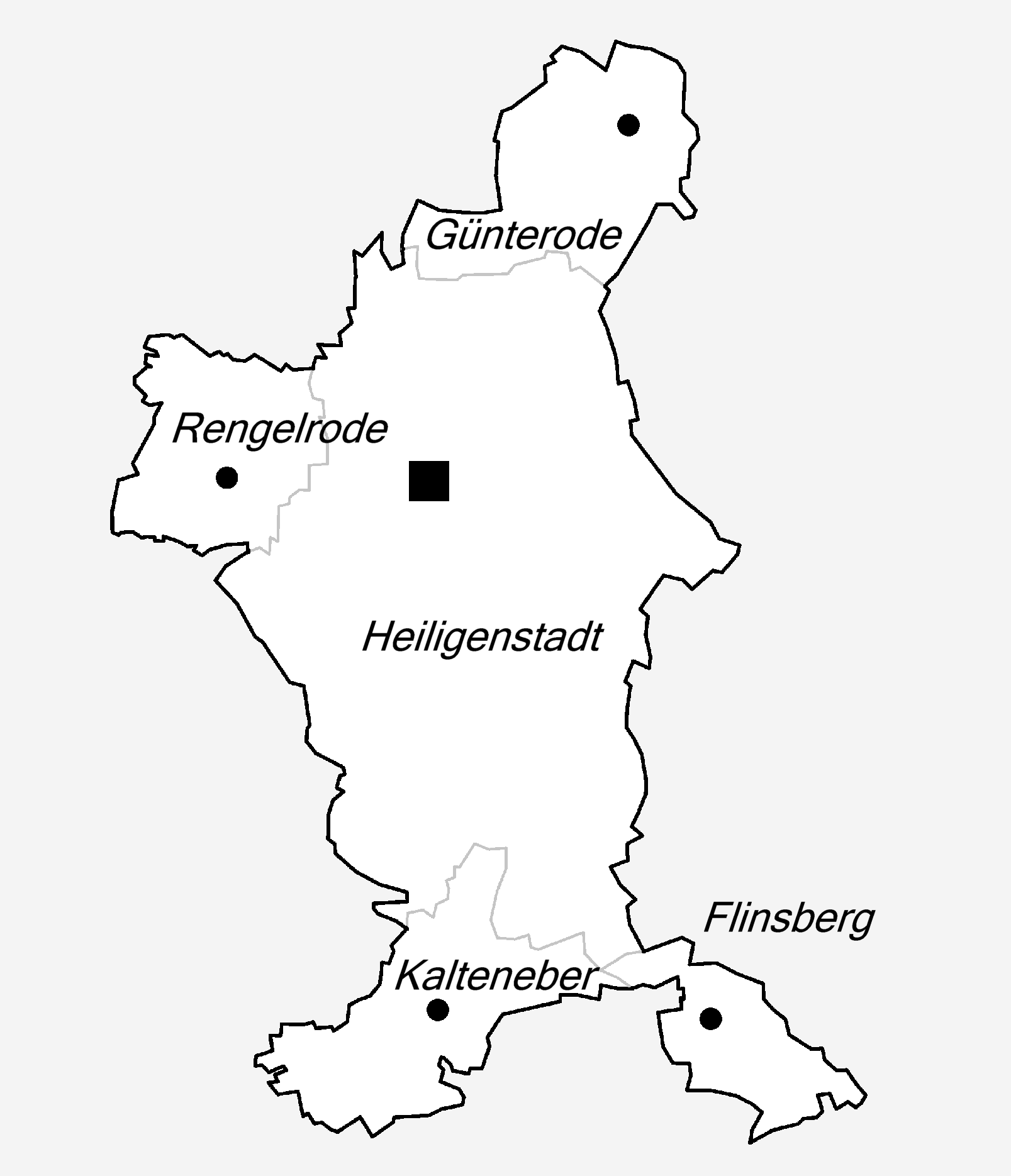
les différents quartiers de Heiligenstadt

- Flinsberg (166) ;
- Günterode (537) ;
- Kalteneber (374) ;
- Rengelrode (376).

## Histoire
| Appartenances historiques Électorat de Mayence 973-1807 Royaume de Westphalie 1807-1813 Royaume de Prusse (Province de Saxe) 1815-1918 République de Weimar 1918-1933 Reich allemand 1933-1945 Allemagne occupée 1945-1949 République démocratique allemande 1949–1990 Allemagne 1990–présent |

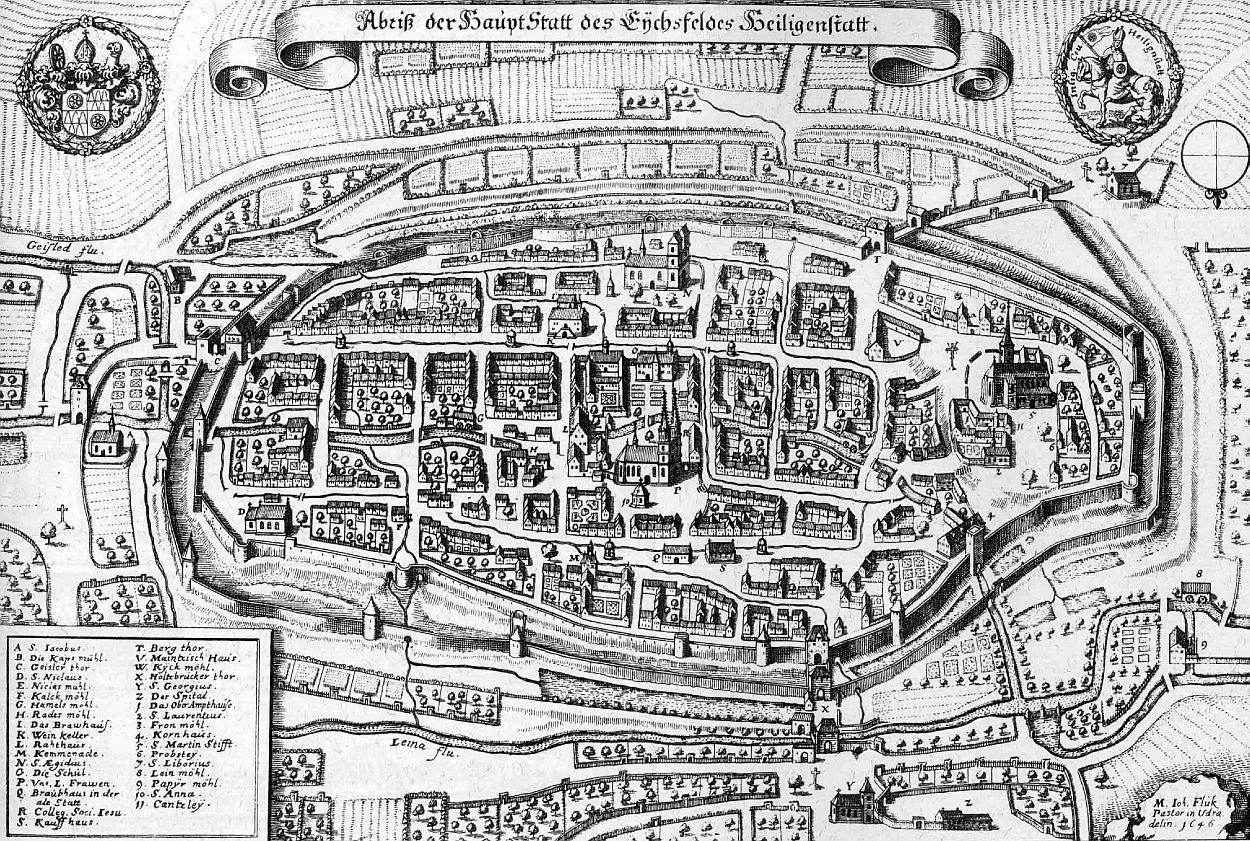
Heilbad Heiligenstadt - Gravure de la Topographia Hassiae par Matthäus Merian le Jeune 1655

Heiligenstadt, dès l'époque franque, est le siège d'une seigneurie importante. Située dans la vallée de la Leine, elle a été une des plus anciennes possessions de l'archevêque Ruprecht de Mayence dans l'Eichsfeld. La première mention écrite de la ville date de 973. Elle est aussi dès lors un des lieux de résidence temporaires (Königpfalz) des empereurs romains germaniques, d'abord de 973 à 990 sous le règne d'Otton II et celui d'Otton III du Saint-Empire, puis, de 1153 à 1169, pendant le début du règne de Frédéric Barberousse.

En 1227, elle obtient de Siegfried II von Eppstein les droits de bourgeoisie et de vile. De cette époque date la construction des trois grandes églises. Elle est alors gouvernée depuis le château de Rustberg, disparu de nos jours et qui était situé entre Marth et Rustenfelde un peu plus en aval sur la Leine. La ville est cependant le centre politique des possessions de Mayence dans l'Eichsfeld.
En 1540, le gouvernement est transféré de Rusteberg à Heiligenstadt.
La ville est dévastée à plusieurs reprises durant la guerre des Paysans et durant la guerre de Trente Ans. Un nouveau château y est construit en 1736.
Heilgenstadt resta possession de l'électorat de Mayence jusqu'en 1807, date à laquelle elle fut intégrée au nouveau royaume de Westphalie ; en 1816, elle passa à la Prusse.
En 1929, les premiers bains apparaissent et en 1950, elle est classée en tant que station thermale. Lors de la Nuit de Cristal, la synagogue est profanée. La petite communauté juive disparaîtra pendant la période nazie.
Des manifestations pacifiques ont eu lieu à Heiligenstadt en octobre 1989. En 1991 et 1992, les anciennes communes de Flinsbergn Günterode, Kalteneber et Rengelrode sont incorporées au territoire de Heiligenstadt et la ville devient le chef-lieu du nouvel arrondissement d'Eichsfeld en 1994.

## Démographie
Ville de Heiligenstadt :
| 1825  | 1875  | 1890  | 1910  | 1925  | 1933  | 1939  | 1950   | 1960   |
| ----- | ----- | ----- | ----- | ----- | ----- | ----- | ------ | ------ |
| 4 637 | 5 193 | 6 183 | 8 229 | 8 641 | 9 675 | 9 973 | 12 444 | 12 510 |

| 1971   | 1981   | 1988   | - | - | - | - | - | - |
| ------ | ------ | ------ | - | - | - | - | - | - |
| 13 646 | 15 524 | 16 527 | - | - | - | - | - | - |

Ville de Heiligenstadt dans ses limites actuelles :
| 1910  | 1933   | 1939   | 1995   | 2000   | 2005   | 2010   |
| ----- | ------ | ------ | ------ | ------ | ------ | ------ |
| 9 851 | 11 506 | 11 695 | 17 379 | 17 291 | 17 153 | 16 610 |

## Monuments

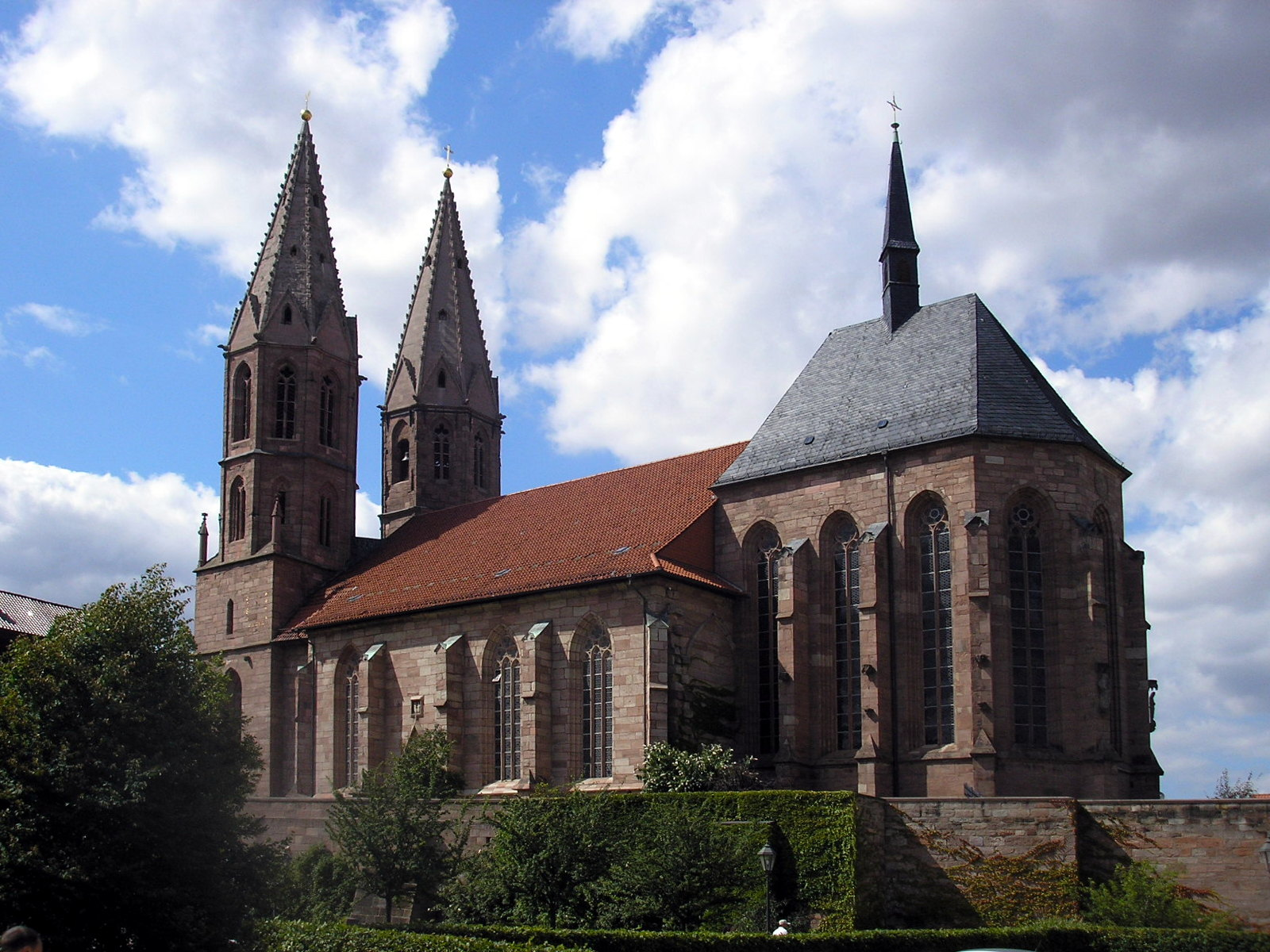
L'église St Marien

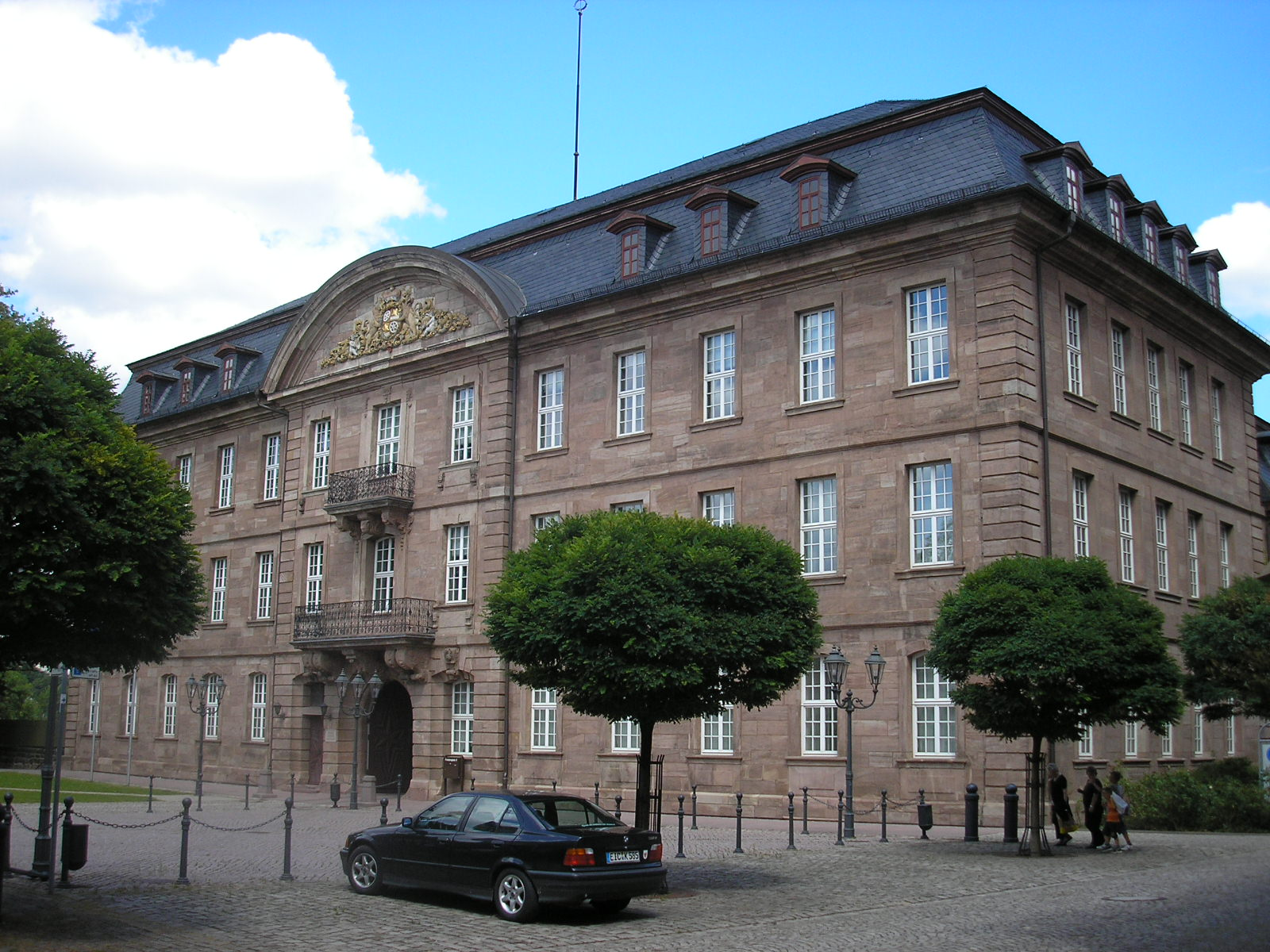
Le château de Mayence

- Château de Mayence (Mainzer Schloss) datant du XVIIIe siècle ;
- Église catholique St Aegidien (Neustädter Kirche) du XIIIe siècle ;
- Église catholique St Marien (Altstädter Kirche), du XIIIe siècle ;
- Église catholique St Martin (Bergkirche), du XIIIe siècle.

## Jumelages
- Heiden (Allemagne) depuis 1990, dans l'arrondissement de Borken, en Rhénanie-du-Nord-Westphalie ;
- Hennef (Allemagne) depuis 1992, dans l'arrondissement de Rhin-Sieg en Rhénanie-du-Nord-Westphalie ;
- Husum (Allemagne) depuis 1990, dans l'arrondissement de Frise-du-Nord, dans le Schleswig-Holstein ;
- Bagod (Hongrie) depuis 1995, dans le comitat de Zala.

Heiligenstad a aussi signé un traité d'amitié avec la ville de Rheda-Wiedenbrück en Rhénanie-du-Nord-Westphalie.

## Personnalités
- Tilman Riemenschneider, (1460-1531), un des plus grands sculpteurs allemands de la Renaissance ;
- Johannes Lorenz Isenbiehl (1744-1818), théologien né à Heiligenstadt.
- Ferdinand von Rohr (1805-1873), général né à Heilbad Heiligenstadt.
- Dieter Althaus, (1958- ), homme politique (CDU), ministre-président du land de Thuringe de 2003 à 2010.
- Markus Preiß (né en 1978), journaliste de télévision.